# Nicușor Stanciu
Nicolae Claudiu Stanciu (n. 7 mai 1993, Cricău, Alba, România), cunoscut ca Nicușor Stanciu, este un fotbalist român care evoluează în Italia la clubul Genoa CFC și la echipa națională de fotbal a României.
A debutat în Liga a II-a la 15 ani într-un meci cu Corvinul Hunedoara, terminat 4-1 și în Liga I la vârsta de 17 ani într-un meci cu Steaua București, disputat la 1 mai 2010 și câștigat de echipa din Alba Iulia cu scorul de 2-1.

## Cariera de jucător

### Unirea Alba Iulia
Stanciu ajunge la grupele de juniori ale FC Unirea Alba Iulia la vârsta de 11 ani. În luna mai a anului 2010 a dat probe la Chelsea FC și VfB Stuttgart. În iunie 2010 VfB Stuttgart l-a transferat în schimbul sumei de 500.000 €, dar a fost împrumutat pentru un sezon la echipa de unde a fost transferat, Unirea Alba Iulia, deoarece nu putea fi legitimat în Germania până la împlinirea vârstei de 18 ani.

### FC Vaslui
La data de 9 septembrie 2011, Adrian Porumboiu a plătit clauza de reziliere pentru Stanciu, iar prin urmare, el a semnat cu FC Vaslui. La data de 9 martie 2012, el a marcat golul victoriei împotriva echipei Petrolul Ploiești, în primul său joc pentru formația vasluiană. În luna mai a anului 2012, după o serie de meciuri bune, el a fost inclus într-un Top 10 cu tinerii români de perspectivă.

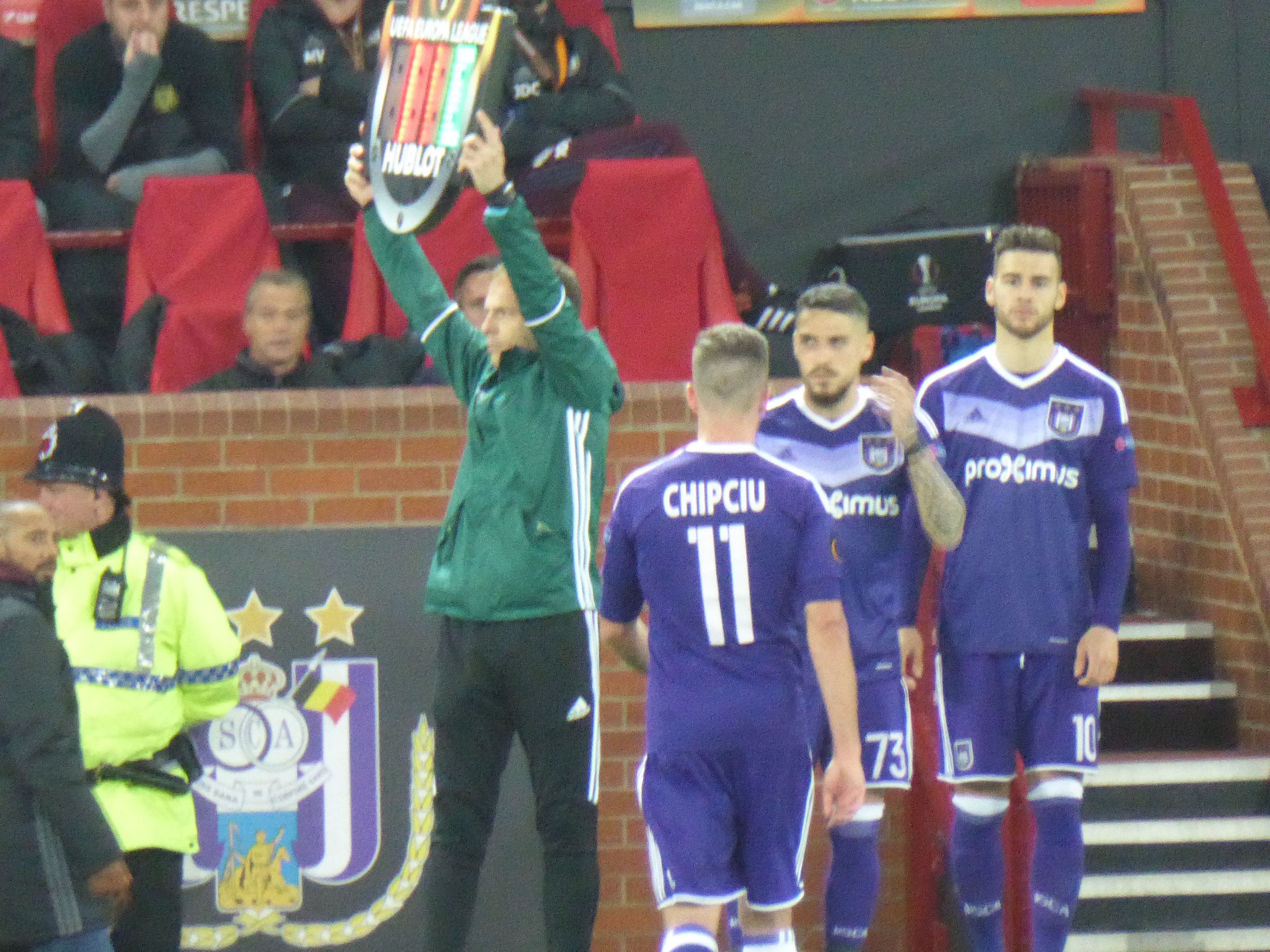
Stanciu înlocuindu-l pe Chipciu într-un meci jucat contra lui Manchester United în UEFA Europa League, 20 aprilie 2017.

### Steaua București
La data de 27 martie 2013, Steaua București a anunțat semnarea pentru următorul sezon a mijlocașului de la FC Vaslui, pentru o sumă nedezvăluită. Stanciu a semnat un contract pe cinci ani, care include o clauză de reziliere de 20 de milioane de euro. La data de 27 august 2013, Stanciu a marcat primul său gol în Liga Campionilor pentru Steaua în egalul 2-2 cu Legia Varșovia, în play-off-ul UCL, asigurând astfel calificarea clubului în faza grupelor.
Pe 3 august 2016, Stanciu a marcat o dublă în meciul retur cu Sparta Praga din turul III preliminar al Ligii Campionilor, marcând un gol și în prima manșă. Steaua a câștigat meciul cu 3–1 la general, jucând în play-off cu Manchester City.

### RSC Anderlecht

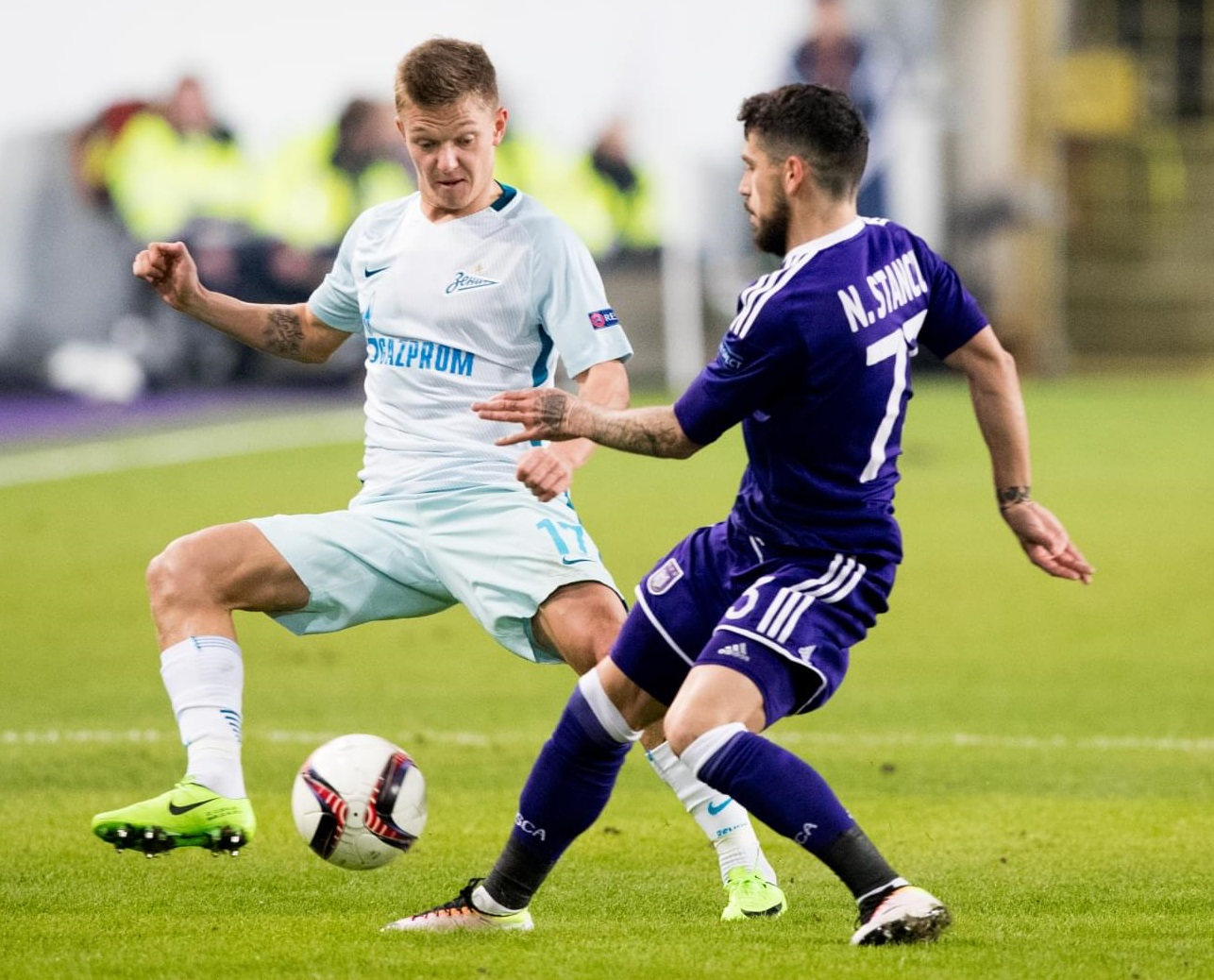
Stanciu (dreapta) jucând contra lui Zenit în UEFA Europa League, 17 februarie 2017.

În 2016 este transferat la RSC Anderlecht, pentru 7,8 milioane de euro și alte două în funcție de numărul de meciuri jucate, fiind cel mai scump jucător adus în campionatul Belgiei. După un prim sezon bun, a urmat un sezon mai slab; de la început, antrenorul Rene Weiler a fost demis, iar înlocuitorul său, Hein Vanhaezebrouck, s-a bazat din ce în ce mai puțin pe Stanciu. În cele din urmă, în iarnă Stanciu a obținut un transfer la Sparta Praga în Cehia, pentru 4 milioane de euro; deși doar la jumătate din suma transferului la Anderlecht, aceasta este un alt record de sumă de transfer pentru liga cehă.

### Genoa
În 2025, Stanciu a plecat de la Damac, gruparea din Arabia Saudită pentru care a jucat în ultimele două sezoane, și a semnat cu echipa italiană Genoa.

## Carieră internațională
El a fost selectat pentru Echipa națională Under-19 a României pentru Campionatul European de Fotbal Under-19. El a jucat toate cele 90 de minute în primul meci, marcând singurul gol din înfrângerea suferită în fața Republicii Cehe.
Antrenorul de la tineret, Cristian Dulca, consideră că Stanciu are o „tehnică foarte bună, șut foarte bun și viziune”.
Debutul în națională a avut loc la 23 martie 2016, într-un meci amical cu Lituania, în care a intrat după pauză și s-a remarcat înscriind unicul gol al partidei. Amicalul era un meci de pregătire înaintea turneului final al Campionatului European de Fotbal din 2016; Stanciu a jucat și în celelalte amicale, egalul 0–0 cu Spania, apoi meciurile cu Ucraina, Republica Democrată Congo și Georgia, marcând câte un gol în toate cele trei din urmă, ajungând astfel înaintea Campionatului European să aibă 4 goluri în 5 selecții. Primul său meci oficial la națională a fost chiar meciul de deschidere al Campionatului European, jucat contra Franței și pierdut cu 2–1, golul României fiind înscris de Bogdan Stancu dintr-un penalty pe care l-a obținut Stanciu, care a pătruns impetuos în careu și a fost faultat de Patrice Evra.
În primul meci al preliminariilor Campionatului Mondial din 2018, din 4 septembrie 2016 cu Muntenegru, scor 1–1, a ratat un penalty în minutul 5 de prelungire al meciului.

## Palmares
Steaua București
- Liga I: 2013–2014, 2014–2015
- Cupa României: 2014–2015; Finalist: 2013–2014
- Supercupa României: 2013; Finalist: 2014, 2015
- Cupa Ligii: 2014–2015, 2015–2016

## Statistici
La 27 august 2016.
| Club              | Sezon         | Campionat | Campionat | Cupă    | Cupă   | Cupa Ligii | Cupa Ligii | Europa  | Europa | Altele  | Altele | Total   | Total  | Total |
| Club              | Sezon         | Meciuri   | Goluri    | Meciuri | Goluri | Meciuri    | Goluri     | Meciuri | Goluri | Meciuri | Goluri | Meciuri | Goluri |       |
| ----------------- | ------------- | --------- | --------- | ------- | ------ | ---------- | ---------- | ------- | ------ | ------- | ------ | ------- | ------ | ----- |
| Unirea Alba Iulia | 2007–08       | 1         | 0         | 0       | 0      | -          | -          | -       | -      | -       | -      | 1       | 0      |       |
| Unirea Alba Iulia | 2008–09       | 2         | 0         | 2       | 0      | -          | -          | -       | -      | -       | -      | 4       | 0      |       |
| Unirea Alba Iulia | 2009–10       | 5         | 0         | 0       | 0      | -          | -          | -       | -      | -       | -      | 5       | 0      |       |
| Unirea Alba Iulia | 2010–11       | 26        | 2         | 2       | 0      | -          | -          | -       | -      | -       | -      | 28      | 2      |       |
| Unirea Alba Iulia | 2011–12       | 2         | 1         | 0       | 0      | -          | -          | -       | -      | -       | -      | 2       | 1      |       |
| Total             | Total         | 36        | 3         | 4       | 0      | -          | -          | -       | -      | -       | -      | 40      | 3      |       |
| Vaslui            | 2011–12       | 16        | 1         | 3       | 0      | -          | -          | 0       | 0      | -       | -      | 19      | 1      |       |
| Vaslui            | 2012–13       | 31        | 1         | 1       | 0      | -          | -          | 4       | 1      | -       | -      | 36      | 2      |       |
| Total             | Total         | 47        | 2         | 4       | 0      | -          | -          | 4       | 1      | -       | -      | 55      | 3      |       |
| Steaua București  | 2013–14       | 29        | 5         | 2       | 0      | -          | -          | 12      | 1      | 1       | 0      | 44      | 6      |       |
| Steaua București  | 2014–15       | 28        | 6         | 5       | 1      | 1          | 0          | 9       | 2      | 1       | 0      | 44      | 9      |       |
| Steaua București  | 2015–16       | 28        | 12        | 4       | 1      | 2          | 0          | 4       | 1      | 1       | 0      | 39      | 14     |       |
| Steaua București  | 2016–17       | 5         | 1         | 0       | 0      | 0          | 0          | 4       | 3      | —       | —      | 9       | 4      |       |
| Total             | Total         | 90        | 24        | 11      | 2      | 3          | 0          | 29      | 7      | 3       | 0      | 136     | 33     |       |
| Anderlecht        | 2016–17       | 0         | 0         | 0       | 0      | —          | —          | 0       | 0      | 0       | 0      | 0       | 0      |       |
| Total             | Total         | 0         | 0         | 0       | 0      | —          | —          | 0       | 0      | 0       | 0      | 0       | 0      |       |
| Total Carieră     | Total Carieră | 173       | 29        | 19      | 2      | 3          | 0          | 33      | 8      | 3       | 0      | 231     | 39     |       |